# (4590) Dimashchegolev
(4590) Dimashchegolev es un asteroide perteneciente al cinturón de asteroides, descubierto el 25 de julio de 1968 por Guri Plyugin y el también astrónomo Yuri Belyaev desde la Estación Astronómica de Cerro El Roble, Chile.

## Designación y nombre
Designado provisionalmente como 1968 OG1. Fue nombrado Dimashchegolev en honor al astrónomo soviético Dimitrij Evgen'evich Shchegolev que desempeñó su labor en el Observatorio de Pulkovo y fue  reconocido por su trabajo en geodesia satelital y espectrofotometría estelar.

## Características orbitales
Dimashchegolev está situado a una distancia media del Sol de 2,372 ua, pudiendo alejarse hasta 2,804 ua y acercarse hasta 1,941 ua. Su excentricidad es 0,181 y la inclinación orbital 12,46 grados. Emplea 1334 días en completar una órbita alrededor del Sol.

## Características físicas
La magnitud absoluta de Dimashchegolev es 13,2.